# Little Amy
Little Amy (v anglickém originále Little Amy) je americká filmová komedie z roku 1962. Režisérem filmu je Sidney Lanfield. Hlavní role ve filmu ztvárnili Debbie Megowan, Bill Leslie, Shary Marshall, Joy Ellison a Rick Murray. Jedná se o pilotní snímek k chystanému, ale nakonec nenatočenému stejnojmennému seriálu.

## Obsazení
| Debbie Megowan   | Amy             |
| Bill Leslie      | Bill Martin     |
| Shary Marshall   | Helen Martin    |
| Joy Ellison      | Rosalie         |
| Rick Murray      | Arthur          |
| Jack Albertson   | reportér        |
| Cheerio Meredith | babička Peabody |
| Jack Nicholson   | trenér          |